# 石棒クラブ
石棒クラブ（せきぼうクラブ）は、岐阜県飛騨市にある飛騨みやがわ考古民俗館を応援する博物館ファン団体である。

## 成り立ち
2019年3月、飛騨市の関係人口事業の一つとして立ち上げたプロジェクトチームである。ファンクラブ、おこめ部とともに石棒クラブが立ち上げられた。当初の目的は、飛騨みやがわ考古民俗館で収蔵する塩屋金清神社遺跡・島遺跡出土の石棒が1,000点を超える事実を発信し、「全国に誇る石棒を中心に、関わる市内外の人を増やす」ことであった。そのような活動を通じ、飛騨みやがわ考古民俗館、ひいては飛騨市が存続する姿を模索しようとした。当初は、IT企業・金融機関・建築士と学芸員が中心のメンバーとなった。その後、仲間を増やしながら活動を進めている。

## 活動

### 一日一石棒
塩屋金清神社遺跡で出土した石棒類1,074 本を撮影し、ほぼ毎日1点ずつInstagramで公開している。公開終了に3年以上を要するため、年数回撮影会を計画し、撮影者を募集している。
石棒クラブでは、この撮影をヒダスケ!（飛騨市関係案内所）のプログラムとして実施している。プログラムは、「飛騨市の人がちょっとやってみたいことや困りごとの種、アイデアが集まり誰でも参加できる、飛騨市と関わるためのプログラム」を募集するものである。これは、人口減少や特定分野の専門性がネックになって行き詰まった市内の様々な困りごとと、自身の経験やスキルを活かしたいという動機の人たちをマッチングさせるサービスである。ヒダスケ！プログラムは、市内各所で求められている「お助け」とポジティヴな動機を持つ人たち「ワクワク」の場を作っている。なお、参加への返礼は、さるぼぼコインという飛騨地域で使用可能な電子地域通貨である。

### 2020年5月、オンラインツアー
新型コロナウイルス感染症拡大の影響で閉館中の飛騨みやがわ考古民俗館において、大型連休中の2020年5月3日にオンラインツアーを実施した。
- 日程：5月3日
- 目的：全国的に博物館が休館となる中、オンラインで楽しんでもらおうというもの。
- 内容：旧石器から縄文時代の通史、飛騨市に関わる考古学研究史、石棒の製作工程
- 申込者：200名
- 成果と課題：全国から申込があった。参加者層の意見交流が活発であった。映像が不鮮明なところがあった。
- その他：問合せが多く、企画に必要な事項をすぐに公開された[7]。

### 2020年、オンラインイベントの展開
博物館オンラインクイズクエスト
- 日程：7月19日
- 目的：縄文時代を楽しく学ぶための企画。
- 内容：石棒を研究する大学院生らが作ったクイズに挑戦して縄文を楽しく学ぶ。回答時には飛騨みやがわ考古民俗館の展示を映像
- 申込者：30名
- 成果と課題：鮮明な映像を配信するために一眼レフカメラを用いた。参加者がクイズを楽しんだ。回答が知っているか知らないかに左右され、自発的に学びたいという思いを参加者に呼び起こさせることができなかった[9]。

Go To タイムスリップ～文化財からサステナブルを考える～
- 日程：11月11日～28日
- 目的：文化財とサステナブルをキーワードに、石棒をテーマとして7つのイベントを実施。
- 内容：夜間にYouTubeにより講座と対談を配信し、日中にはバックヤードツアーを少人数で実施。講座の一つは「石棒を3D化することの未来」と題したもの。収蔵資料の3次元データの取得と公開について、飛騨市長と文化財3Dの第一人者らによる対談を配信した[11]。
- 成果と課題：飛騨市では3Dデータ化を市民参加で進め、公開したデータは商用・非商用に関わらず利用可能とする考えを示した。なお、埋蔵文化財は著作権保護の対象ではないスタンスでいること、より活用しやすい状況を整えることは文化財の本質的価値の共有につながるスタンスであることにも言及した。

### 2020年11月イベントでの他機関との連携
- 浅間縄文ミュージアム館長らとのオンライントークイベントを実施[12]。
- 唯一重要文化財指定の石棒を所有する東京都国立市のくにたち郷土文化館と、日本最大の北沢大石棒がある長野県佐久地域の佐久考古学会、石棒クラブの3者で、石棒総選挙を実施（#石棒総選挙）。「いいね!」やリツイートは延べ 686。
- くにたち郷土文化館での石棒解説に、飛騨みやがわ考古民俗館所蔵の石棒製作工程を用いる[13]。
- 石棒研究者らとのオンライントークイベントを実施[14]。

### 資料の3Dデータの公開と商用利用
石棒などの3次元データをsketchfab にて公開している。
このデータを、FabCafé Hidaで2,200さるぼぼコインで出力することができる。また、作家により石棒ろうそくが作られる企画もあった。
今後は、ヒダスケ!を活用して3Dデータの取得と公開を計画している。これは普段収蔵庫で保管している著作権フリーの考古資料を、地域比較するための資料として公開していくという考え方に基づいている。

## Mission、Vision、Value
Mission（使命）
石棒をはじめとした文化財の活用を通じて、未来の新しい姿のミュージアムを創り出す。また、飛騨市や日本全国、世界の人に幸せを届ける。
Vision（ありたい姿）
あらゆる人が文化財を楽しみ、人生を豊かにするためのプラットフォームになる。
Value（行動指針）
感謝と敬意。オープンと多様性。チャレンジと先進性。
継続した発信：石棒クラブでは、発信を仲間づくりと位置付ける。石棒クラブとしては、ウェブサイト、Facebook、Instagram、Twitter、YouTubeにて、また公式キャラの石棒くんがTwitterで日常の活動を発信する。

## 目指す姿
飛騨みやがわ考古民俗館での活動を通じて、ファンを増やしミュージアムを存続させることができれば、飛騨市の人口減少先進地という社会的な課題の解決にもつながると考えている。